# François Gelhausen

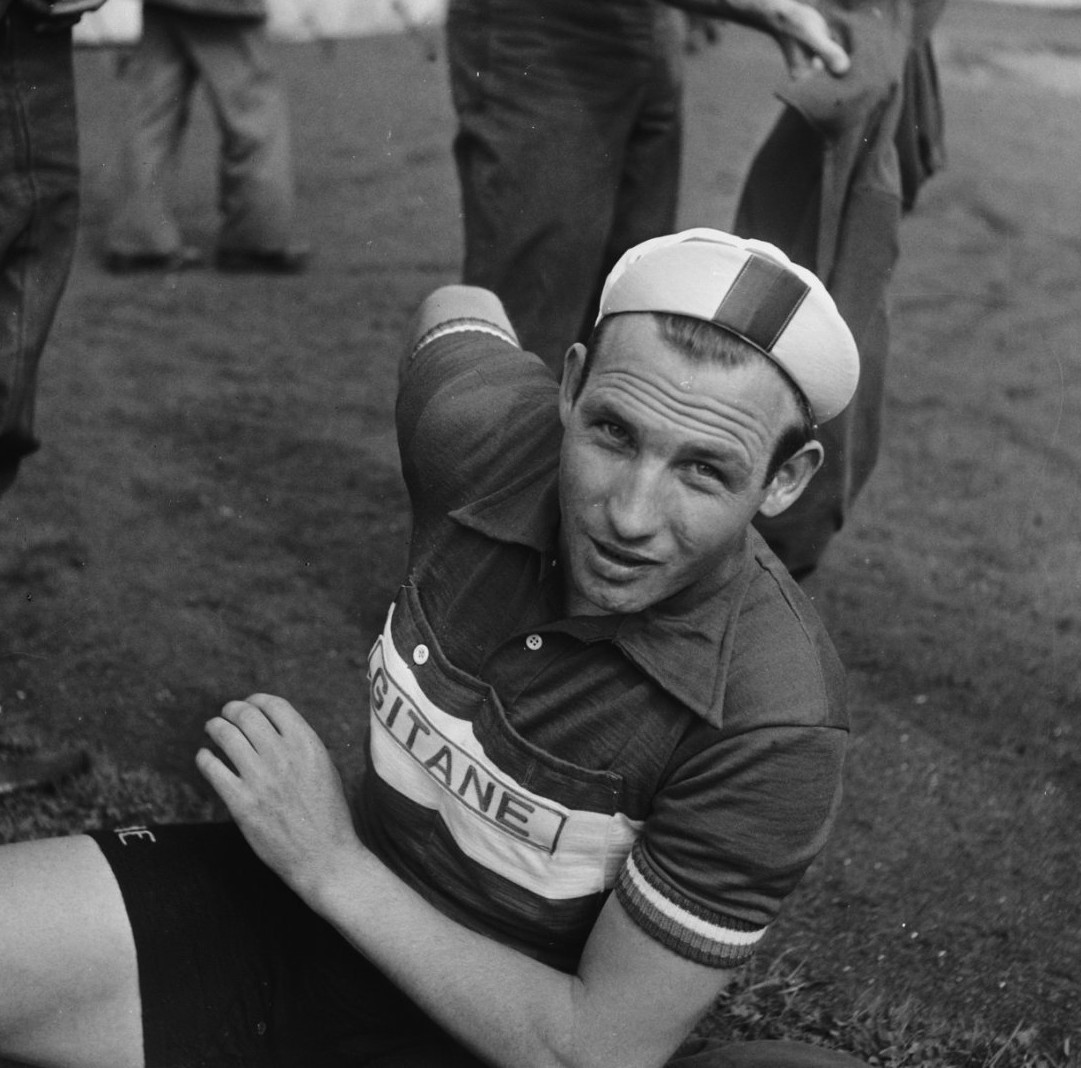
François Gelhausen (1954)

François Gelhausen (* 25. Mai 1930 in Grevenmacher; † 2. April 2001 in Dippach) war ein luxemburgischer Radrennfahrer.

## Sportliche Laufbahn
Gelhausen begann 1947 mit dem Radsport im Verein VC Roodt-sur-Syre, wechselte 1948 zum UC Grevenmacher. Er wurde 1952 Vize-Meister im Straßenrennen der Amateure. 1953 wurde sein erfolgreichstes Jahr. Er siegte in der Österreich-Rundfahrt und wurde beim Sieg von Riccardo Filippi Siebenter im Amateurrennen der UCI-Straßen-Weltmeisterschaften. 
1954 wurde er Berufsfahrer im Radsportteam Gitane-Hutchinson. Er startete in der Tour de France 1954 und 1955, schied jedoch jeweils vorzeitig aus. Nach ausbleibenden Erfolgen startete er wieder als Amateur, gewann noch einige Rennen in Frankreich und Luxemburg und fuhr bis 1964 Radrennen. Gelhausen war nach seiner Karriere im Radsport als Winzer tätig.